# DINOSAUR (横関敦のアルバム)
『DINOSAUR』（ダイナソー）は、横関敦のアルバム。

## 内容
共同プロデューサーに筋肉少女帯のメンバーだった三柴理を迎えた。裏ジャケットの写真には横関と三柴が写っている。

## 収録曲
1. WAKE ON THE EARTH
作曲・編曲：横関敦・三柴理
2. EVE
作曲：横関敦　編曲：横関敦・三柴理
3. VIOLENT WAVES OF DINOSAURS
作曲：横関敦　編曲：横関敦・三柴理
4. SKY CONQUERS
作曲：横関敦　編曲：横関敦・三柴理
5. ACTIVE VOLCANO
作曲：横関敦　編曲：横関敦・三柴理
6. THE VICTIM THE STRONG -TYRANNOSAURS-
作曲：横関敦　編曲：横関敦・三柴理
7. SUNRISE AND SUNSET
作曲：横関敦　編曲：横関敦・三柴理
8. A NOTICE OF THE END
作曲：横関敦　編曲：横関敦・三柴理
9. THE GLAPHICAL EPOCH
作曲：横関敦　編曲：横関敦・三柴理

## 参加ミュージシャン
- 横関敦 - ギター
  - 三柴理 - キーボード
  - 関雅夫 - ベース
  - 塩野啓一 - ベース
  - そうる透 - ドラム